# 甲南医療センター
甲南医療センター（こうなんいりょうセンター）は、兵庫県神戸市東灘区にある病院。事業主体は公益財団法人甲南会。旧称の甲南病院としても知られる。

## 概要
神戸市東灘区の神戸港や六甲アイランドを見下ろす高台に位置する。実業家でのちに文部大臣となる創設者平生釟三郎の「人類愛の精神に基づき、悩める病人のための病院たらん」を基本理念とする。旧本館は阪神間モダニズムの一つに数えられた。
神戸市東部地域（灘区・東灘区）における災害対応病院とされる。

## 沿革
1934年6月17日に実業家の平生釟三郎により設置された。
1995年1月17日には、阪神・淡路大震災で被災し、看護婦詰所での水道接続配管の切断と一部スプリンクラー誤作動による浸水・冠水被害があった。震災後3日間で1260人の外来患者が来院し、329人の入院患者を受け入れた。
2017年1月から系列の六甲アイランド甲南病院（旧六甲アイランド病院）との統合再編に着手し、2022年には480床を有する急性期病院となる予定である。

### 年表
- 1934年（昭和9年）6月17日 - 現在地に甲南病院開院。看護婦養成所開設。
- 1941年（昭和16年） - 甲南病院救護団発足。
- 1945年（昭和20年） - 空襲により外来診療所が焼失。
- 1955年（昭和30年） - 准看護婦養成所発足。
- 1970年（昭和45年） - 付属高等看護学校開校。
- 1972年（昭和47年） - 西館増築。
- 1979年（昭和54年） - 神戸市第二次救急病院指定。
- 1982年（昭和57年） - 南館完成。
- 1987年（昭和62年） - 東館完成。
- 1992年（平成4年） - 看護専門学校移転。
- 1995年（平成7年）1月17日 - 阪神・淡路大震災で被災。
- 2001年（平成13年） - 療養病棟完成。
- 2002年（平成14年） - 本館改装。
- 2004年（平成16年） - 医師臨床研修病院指定。
- 2007年（平成19年） - DPC準備病院に移行。
- 2008年（平成20年） - 看護専門学校を閉校し、甲南女子大学へ継承。
- 2009年（平成21年） - DPC対象病院(Ⅲ群)に移行。
- 2012年（平成24年） - 電子カルテ導入。運営法人が財団法人甲南病院から一般財団法人甲南会に改称。
- 2014年（平成26年） - 神戸大学との間で連携推進委員会を設置。
- 2019年（令和元年）
  - 6月 - 新本館、南館が竣工。
  - 10月1日 - 六甲アイランド甲南病院の急性期機能を統合し、甲南医療センターに改称。旧本館の利用を停止。
- 2020年（令和2年）
  - 4月6日 - 運営法人である一般財団法人甲南会が公益法人化し、公益財団法人甲南会に改称[5]。
  - 7月 - 旧本館解体。
- 2022年（令和4年） - 建て替え完成予定。
  - 5月 - 消化器内科後期研修医が過労により自死（詳細は後述）

## 指定施設
- 保険医療機関（健康保険法・国民健康保険法）
- 救急指定病院（二次救急）
- DPC対象病院（Ⅲ群）

## 診療科
- 糖尿病・内分泌・総合内科
- 消化器内科
- 循環器内科
- 腫瘍血液内科
- 緩和ケア内科
- 腎臓内科
- 神経内科
- 精神科
- 小児科
- 皮膚科
- 放射線科
- 消化器外科
- 乳腺外科（英語版）
- 呼吸器外科
- 整形外科
- 脳神経外科
- 歯科口腔外科
- 耳鼻咽喉科
- 泌尿器科
- 形成外科
- 眼科
- 麻酔科
- 救急科
- 産婦人科
- 病理診断科
- 消化器病センター
- 糖尿病センター
- 血液浄化・腎センター
- 認知症疾患医療センター
- IVRセンター
- PETセンター
- 創傷センター

## 交通アクセス
- 御影駅 (阪急)からシャトルバス
- 住吉駅 (JR西日本・神戸新交通)からシャトルバス
- 御影駅 (阪神)からシャトルバス
- 神戸市バス19系統・39系統 甲南医療センター前バス停下車

## 不祥事

### 過労死問題
同センターで2020年から研修医として勤務し、2022年4月から消化器内科の専攻医として研修を受けながら診療していた当時26歳の男性が、同年5月17日に帰宅後に自殺しているのが見つかった。西宮労働基準監督署は当該の男性について、長時間労働によって精神障害を発症したのが自殺の原因であるとして労災認定した。この男性の自殺直前1ヵ月間の時間外労働は207時間50分に及んでいた上、3か月平均でも月185時間を超えており、いずれも精神障害の労災認定基準を超過していたとされる。
この件について、同センターが第三者委員会を設置していたにもかかわらず、報告書を男性の遺族に開示していないことも判明しており、遺族は同労働基準監督署に、同センターを運営する医療法人甲南会などを労働基準法違反容疑で告訴した。
さらに、遺族は2023年8月18日に、甲南会に対し損害賠償を求める訴訟を大阪地方裁判所に起こす考えも示している。
2023年12月19日、兵庫労働局西宮労働基準監督署は運営法人の甲南会や医療センター院長らを労働基準法違反の疑いで神戸地方検察庁に書類送検したことを発表した。2025年2月4日、神戸地方検察庁は甲南会と院長らを不起訴処分とした。